# Lord-Howekakariki
De Lord-Howekakariki (Cyanoramphus subflavescens) is een vogel uit de familie Psittaculidae (papegaaien van de Oude Wereld). Het is een uitgestorven, endemische vogelsoort van het Lord Howe-eiland, een oceanisch eiland ten oosten van Australië. De vogel werd in 1891 door Tommaso Salvadori als aparte soort beschreven, maar vaak ook beschouwd als ondersoort van de roodvoorhoofdkakariki (C.novaezelandiae).
De vogels waren lange tijd zeer talrijk op het eiland en werden vervolgd omdat zij tuinen en oogsten op het eiland plunderden. De laatste kakariki's werden in 1869 waargenomen. Er zijn maar twee specimens bewaard gebleven en die liggen in het British Museum.

## Kenmerken
De Lord-Howekakariki werd 27 centimeter groot. Het verenkleed was helder middengroen met gele vlekken, die vooral opvallend waren op de wangen en onderkant. Het voorhoofd, de teugels en de ooglijn waren gemarkeerd met verschillende roodachtige tinten. De oorbedekkingen waren onduidelijk rood. Met een grote individuele variabiliteit, waren de rode markeringen op de kop meestal iets meer uitgesproken bij de mannetjes. Er waren rode vlekken op de zijkanten van de stuit. De buitenste naden van de vleugels waren violetblauw. De bovenstaart was groen met bruine vlekken. De onderkant van de staart was goud-olijfkleurig. De snavel was blauwgrijs. De iris was donkerrood. De poten en voeten waren donkergrijs. De Lord-Howekakariki leek erg op de roodvoorhoofdkakariki, maar was groter. Hij verschilde van de Norfolkkakariki (Cyanoramphus cookii) door het gelere verenkleed en de minder intense rode kleur van het voorhoofd.

## Uitsterven
Tommaso Salvadori beschreef de soort in 1891 aan de hand van een exemplaar dat in 1853 was meegebracht door een expeditie van de HMS Herald - een van de schepen die de onfortuinlijke schepen HMS Erebus en HMS Terror moesten bergen. Volgens Keith Alfred Hindwood (1904-1971) was het uitsterven te wijten aan overbejaging door boeren die de Lord-Howekakariki als een plaag in hun tuinen en velden beschouwden. De laatste vermelding dateert uit 1869, toen de Australische naturalist Edward Smith Hill (1819-1880) een enkel paartje waarnam.

## Taxonomie
In afwachting van een moleculaire analyse hebben Christidis & Boles (2008) op biogeografische redenen aangegeven dat het taxon waarschijnlijk het nauwst verwant is aan de Norfolkkakariki van Norfolk Island (Cyanoramphus cookii), als een ondersoort van wat zij voorlopig Cyanoramphus cookii subflavescens hebben genoemd, of mogelijk een volledige soort (Cyanoramphus subflavescens).